# Bjørg
Bjørg ist ein weiblicher Vorname.

## Herkunft und Bedeutung
Der Name wird vor allem im Norwegischen verwendet. Er ist abgeleitet vom Altnordischen björg, das Hilfe, Rettung, Sicherheit bedeutet.

## Bekannte Namensträgerinnen
- Inez Bjørg David (* 1982), dänische Schauspielerin
- Bjørg Eva Jensen (* 1960), norwegische Eisschnellläuferin
- Bjørg Skjælaaen (1933–2019), norwegische Eiskunstläuferin
- Bjørg Marit Valland (* 1986), norwegische Biathletin
- Bjørg Vik (1935–2018), norwegische Schriftstellerin und Dramatikerin